# Năvodari Tabără, Constanța
Năvodari Tabără este o localitate în județul Constanța, Dobrogea, România.
 Acest articol despre o localitate din județul Constanța este deocamdată un ciot. Puteți ajuta Wikipedia prin completarea lui.